# لورا چینچیلا
لورا چینچیلا میراندا (به اسپانیایی: Laura Chinchilla Miranda) سیاستمدار کاستاریکایی که در سال ۲۰۱۰ اولین رئیس‌جمهور زن کاستاریکا شد. چینچیلا پیشتر معاون اول رئیس‌جمهور این کشور بود. او از مخالفان ازدواج همجنسگرایان و سقط جنین می‌باشد.